# Човен (фільм)
Човен (англ. Lakeboat) — кінострічка режисера Джо Мантеньї, знята за мотивами роману лауреата Пулітцерівської премії Девіда Алана Мемета у 2000 році

## Сюжет
На літніх канікулах студент Дейл Казман (Тоні Мамет) вирішив підробити на річковому судні «Морська Мері» і три довгих місяці проводить на облавку з іншими матросами. Спочатку він сприймає свою роботу, як якийсь незначних досвід, поки не втягується і починає знайомитися зі своїми новими колегами, які допомагають йому у всіх труднощах пов'язаних з плаванням. Кожен з них має свій характер і власні погляди на життя. Найпоширенішою темою розмов на борту стає загадка «чому Джуджліані не вийшов на вахту», яка мусується весь час, обростаючи новими подробицями і цікавими, часом кумедними коментарями.

## У ролях
| Актор             | Роль                    |
| ----------------- | ----------------------- |
| Чарльз Дернінґ    | Скіппі                  |
| Пітер Фальк       | Пірмен                  |
| Деніс Лірі        | пожежний                |
| Енді Ґарсіа       | Джуджліані              |
| Роберт Форстер    | Джо Вітко               |
| Джей Дж. Джонстон | Стен                    |
| Тоні Мемет        | Дейл Казман             |
| Джек Воллес       | Фред                    |
| Джордж Вендт      | Перший помічник Коллінз |
| Роберта Анджеліка | повія                   |
| Джо Мантенья      | в титрах не вказаний    |
| Девід Мамет       | в титрах не вказаний    |
| Сол Рубінек       | Катмен                  |